# Albert Castelnau
Pour les articles homonymes, voir Castelnau.
Pour les autres membres de la famille, voir Famille Castelnau.
Jean Jacques Michel Albert Castelnau, né le 25 septembre 1823 à Montpellier (Hérault) et mort le 6 octobre 1877 dans le 8e arrondissement de Paris, est un écrivain et un homme politique français.

## Biographie
Albert appartient à une famille de la bourgeoisie protestante de Montpellier. Il est le fils d’Émile Castelnau (1793-1869), négociant et membre de la chambre de commerce de la ville, conseiller municipal d'Aimargues, et d’Anaïs Pomier (1800-1880). Son frère, Eugène Castelnau (1827-1894) était peintre, deux de ses frères, Paul (1832-1892) et Edmond (1834-1910), étaient négociants à Montpellier.
Albert fait ses études de droit à Aix-en-Provence et à Paris, et il collabore, sous le Second Empire, à des journaux républicains régionaux, L’Indépendant, Le Suffrage universel et L’Hérault socialiste, fonde et dirige La liberté de l'Hérault, en 1869. Il publie en 1851, un pamphlet intitulé Aux riches.
Son opposition au coup d'État de 1851 de Napoléon III lui vaut d'être arrêté, détenu durant trois mois, puis condamné à la relégation en Algérie, il doit partir par un navire au départ de Sète. Au bout de quelque temps, il obtient l'autorisation d'être exilé en Angleterre, puis il voyage en Italie.
Il est candidat républicain aux élections générales de février 1871, mais est battu. À la faveur d'une élection partielle, il est élu le 2 juillet de la même année, et siège au groupe de l'Union républicaine à la Chambre comme député de l'Hérault durant la législature en cours (1871-1876), il est réélu en février 1876. Il est également élu conseiller général pour le 1er canton de Montpellier. Il fut l'un des 363 députés qui refusèrent la confiance au troisième gouvernement Albert de Broglie, lors de la Crise du 16 mai 1877 qui provoqua la dissolution de la Chambre par le président de la république, Mac Mahon. Albert est gravement malade, et meurt le 6 octobre 1877, alors que sa nouvelle candidature de député venait d'être acceptée. Il est enterré au cimetière protestant de Montpellier.

## Sources
- Pierre-Yves Kirschleger, « Jean Jacques Michel Albert Castelnau », in Patrick Cabanel et André Encrevé (dir.), Dictionnaire biographique des protestants français de 1787 à nos jours, tome 1 : A-C, Les Éditions de Paris Max Chaleil, Paris, 2015, p. 595  (ISBN 978-2846211901)
- « Albert Castelnau », dans Adolphe Robert et Gaston Cougny, Dictionnaire des parlementaires français, Edgar Bourloton, 1889-1891 [détail de l’édition]